# Здание Главного штаба
Зда́ние Гла́вного шта́ба (Гла́вный штаб и Министе́рства) — историческое здание, располагающееся на Дворцовой площади в Санкт-Петербурге. Строительство здания продолжалось с 1819 по 1829 год. Архитектор: К. И. Росси. Скульпторы: С. С. Пименов, В. И. Демут-Малиновский.
В западной части здания находится командование Ленинградского военного округа России. В восточной части здания Главного штаба с 1999 года размещаются коллекции Государственного Эрмитажа. В 2013 году завершилась полная реконструкция Восточного крыла здания, в котором разместились произведения западноевропейского искусства XIX—XX веков, а также проводятся временные выставки современного искусства.

## История
В 1810 году Александр I поручил архитектору Строительной комиссии Императорского кабинета А. А. Модюи разработку проекта регулирования и оформления территории перед императорской резиденцией Зимним дворцом, Адмиралтейского луга и Исаакиевской площади. Представленные проекты были одобрены, однако началу реализации проектов помешало изменение международной обстановки. К реализации проекта реконструкции вернулись после окончания военных действий. В 1819 году в ходе строительства здания Главного Адмиралтейства была поставлена задача преобразования площади перед Зимним дворцом (произведение в стиле «елизаветинского барокко» Б. Ф. Растрелли; 1754—1762). Реконструкцией по поручению Александра I занимался Комитет строений и гидравлических работ. Руководитель Комитета А. Бетанкур привлек к участию в работах Карла Росси. 16 марта 1819 года Росси получил распоряжение разработать проект реконструкции старых зданий для Главного штаба. Через год, 15 марта 1820 года был издан указ о создании в составе Строительной комиссии Императорского кабинета особого стола «По устроению против Зимнего дворца правильной площади и каменным, кирпичным, гончарным и известковым заводам» с участием Росси. Стол находился в непосредственном подчинении Бетанкура. Строительные работы начались в 1819 году с реконструкции западного крыла, в объём которого были включены уже существовавшие дома постройки Ю. М. Фельтена. Их фасад, отличающийся облицовкой цоколя серым гранитом, в отличие от облицовки красным гранитом восточного крыла, частично сохранился. Сохранились некоторые интерьеры и фасады, обращённые во внутренний двор. Исследователь творчества К. И. Росси М. З. Тарановская, ссылаясь на архивные документы, называет датой начала строительных работ 1820 год.

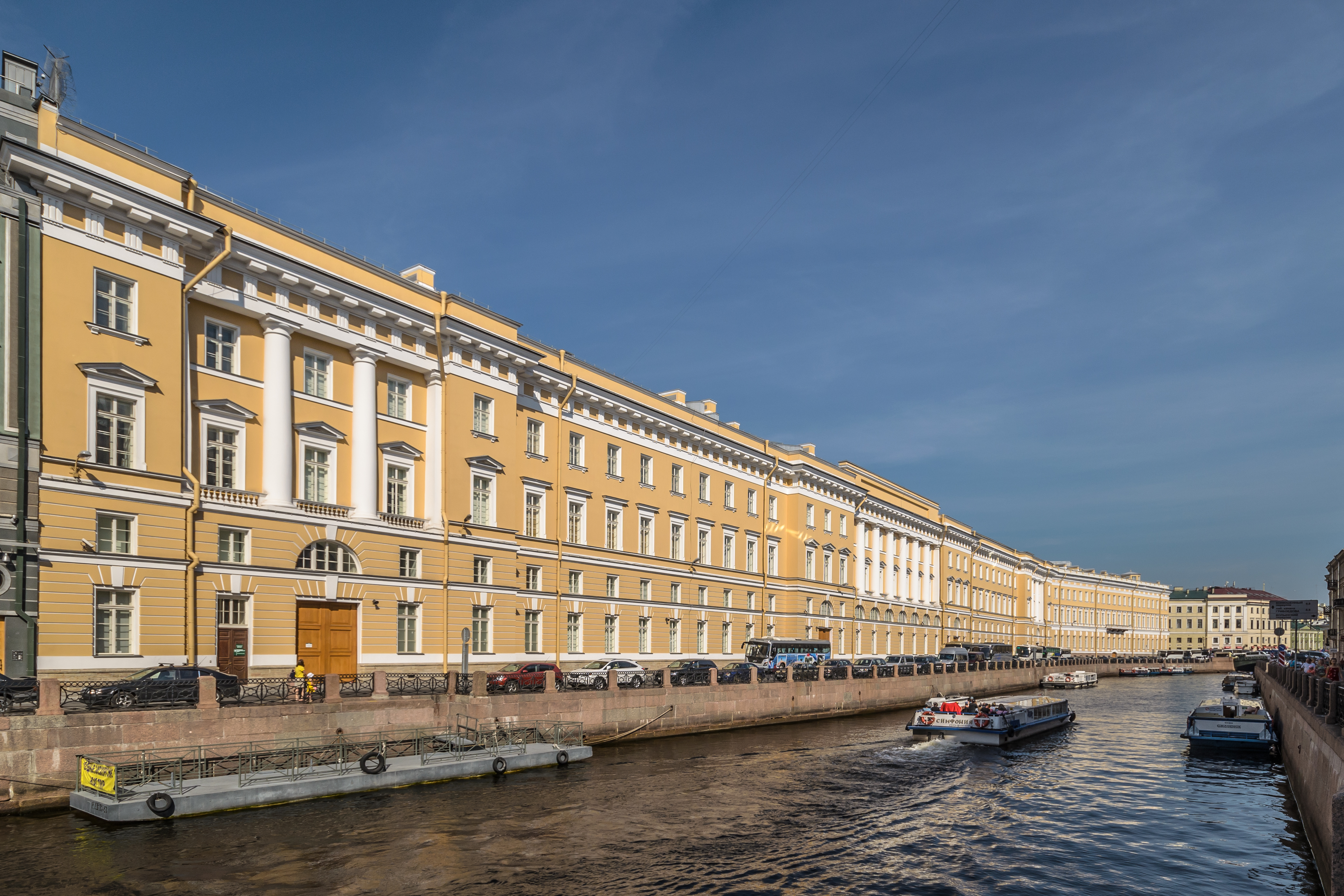
Восточный фасад здания Главного штаба

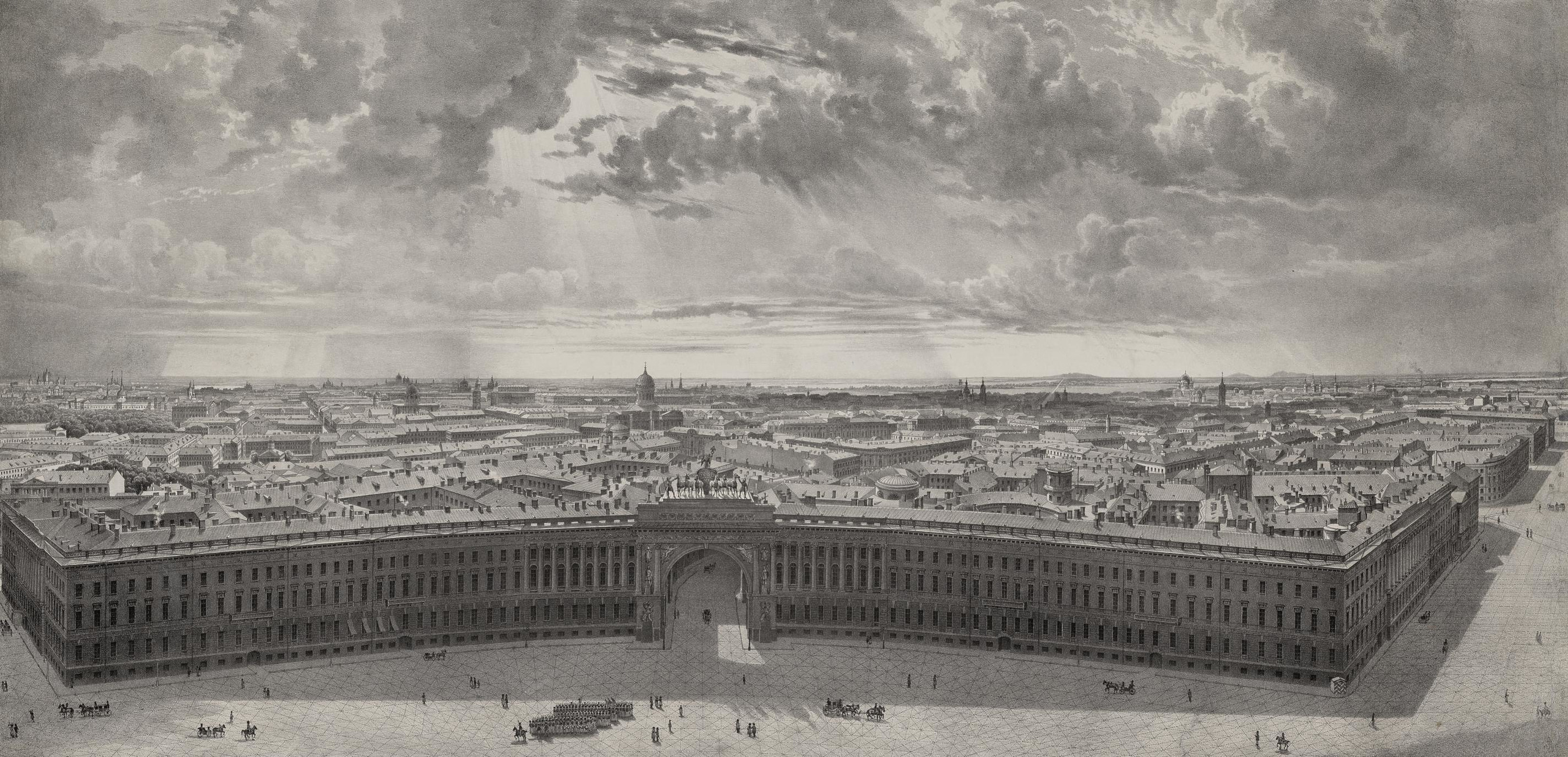
Вид на Главный штаб (снятый с лесов Александровской колонны), гравюра начала 1830-х годов.

Здание Главного штаба и других военных учреждений было перестроено вчерне в 1823 году, а возведение корпусов министерств иностранных дел и финансов на площади на берегу реки Мойки было завершено в 1824 году. Затем была воздвигнута система арок, соединивших обе части застройки площади. Конструктивные расчёты арки были выполнены П. Жако. По первым расчётам конструкций металлического завершения триумфальной арки и колесницы с воинами их вес составил 80 тонн. Директором Александровского чугунолитейного завода М. Кларком было предложено оригинальное решение. Он предложил выполнить из чугуна только каркасы колесницы и воинов, которые предлагалось обложить медными листами. В результате вес скульптурной группы уменьшился в пять раз. Такой вариант и был принят. Некоторые архитекторы (в том числе А. Модюи), а затем и Николай I, высказывали сомнение в надёжности конструкций пролёта Триумфальной арки, однако Бетанкур полностью поддержал проект Росси. Для проверки расчетов конструкций арки была создана специальная техническая комиссия, которая после проверки расчетов пришла к выводу, что предложенные конструкции отвечают требованиям «доброй крепости строения».
Помощниками Росси на строительстве были Ф. И. Руска, Н. Ткачёв, а затем И. И. Гальберг, Н. Колпачников, Ф. Федосеев, П. П. Жако, Н. Войлоков, Я. Попов, Э. Анерт. Производством работ руководил «каменных дел мастер» Л. Ф. Адамини. Декоративные росписи в интерьере создавал Дж. Б. Скотти. В зданиях, помимо Главного Штаба, располагались Военное министерство, а также Министерство иностранных дел и Министерство финансов, департаменты и отделения которых с осени 1830 года разместились восточном крыле.
Со стороны Невского проспекта к зданию примыкали построенные ранее дома: «Депо карт Главного штаба» (1805—1806 гг., арх. Л. Руска), Вольное Экономическое общество (1768—1775 гг., арх. Ж. Б. Валлен-Деламот). В 1845—1846 годы архитектор И. Д. Черник перестраивает эти отданные Главному штабу здания, решая фасады в общих формах с россиевскими фасадами.
Одной из архитектурных доминант здания является купол над западным крылом здания. Выполненный из металла и стекла по проекту инженера Г. Г. Кривошеина в 1902—1905 годах, он обеспечивал дневной свет расположенной под ним военной библиотеке. Ранее на месте купола-фонаря располагался низкий каменный купол, возведённый по проекту К. И. Росси при строительстве здания. Помещения Военно-исторической библиотеки ГШ России и старый купол капитально реставрировались в 1890—1892 гг., однако пожар 1900 года, уничтоживший 12 тысяч книг и интерьеры библиотеки, потребовал нового ремонта.
После Октябрьской революции в здании располагался Наркомат иностранных дел (проработал до начала марта 1918 года), позднее — управление милиции, затем — штаб Ленинградского военного округа. В 1918 году Арку Генерального штаба переименовали в «Арку Красной армии». Историческое название возвращено в 1944 году.
В настоящее время западная часть здания (правая, если смотреть со стороны Дворцовой площади) принадлежит Ленинградскому военному округу. В 1993 году восточное крыло здания Главного штаба передано Эрмитажу.
В 2008 году был проведён тендер на реконструкцию восточного крыла здания Главного штаба. Его выиграл консорциум компаний «Интарсия» и «Возрождение». Международный банк реконструкции и развития утвердил решение тендерной комиссии и стоимость работ 4 418 414 868 рублей.

## Архитектура

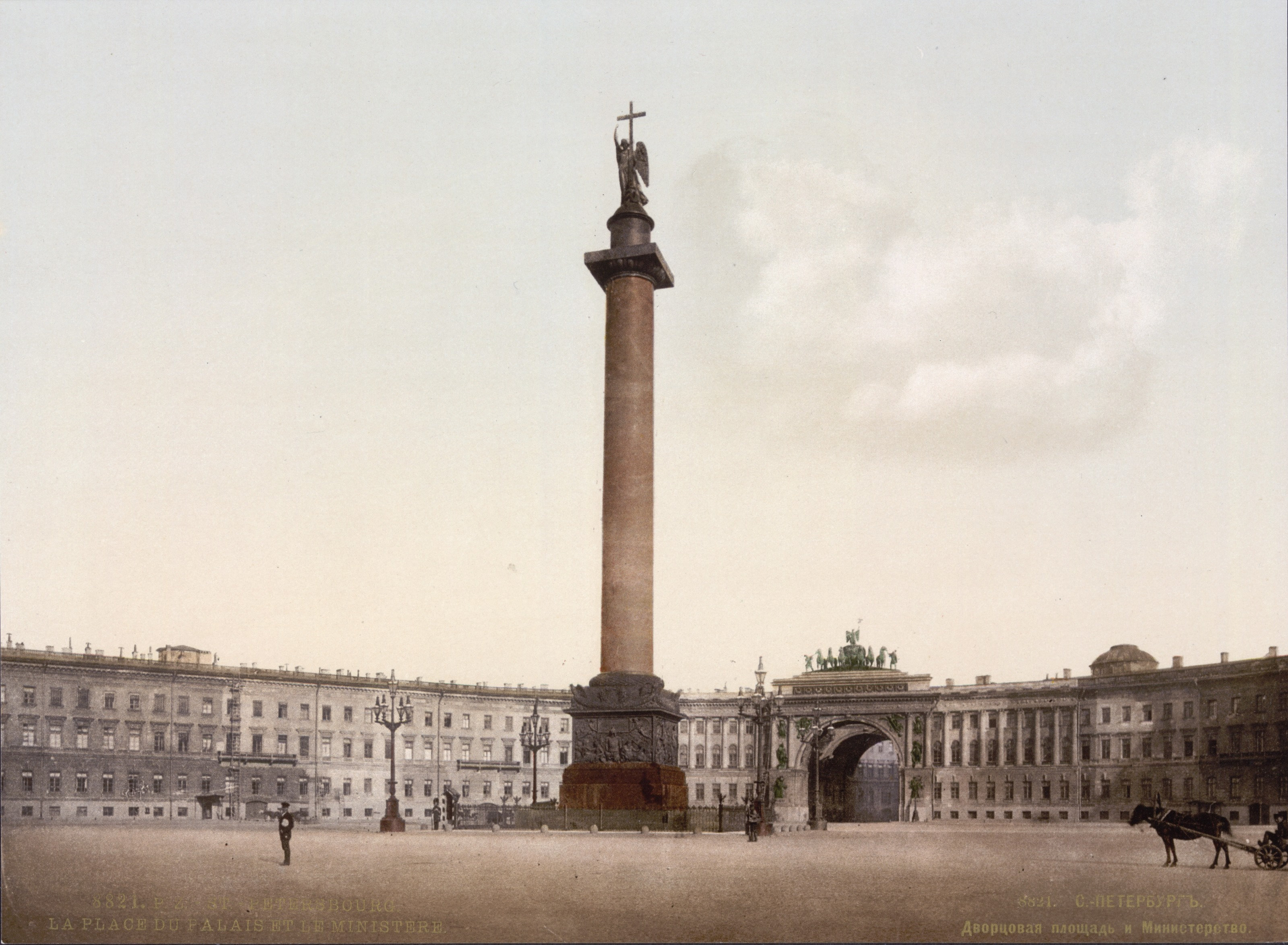
Вид на Главный штаб в 1896 году. Фотохром Петра Павлова

Архитектор К. И. Росси в сравнении со своими предшественниками, архитекторами русского классицизма конца XVIII — начала XIX века, проявил себя художником необычайного размаха и смелого пространственного мышления. «В отличие от многих русских и европейских современников, Росси во всех крупных городских ансамблях стремился к объединению различных по функциям и планам зданий в единый фасад, создавая тем самым эффект цельной „скульптуры“, обозреваемой как бы „изнутри“. Ансамбли Росси воспринимаются как гигантские интерьеры под открытым небом».
Эта «интерьерная» особенность архитектуры Росси объясняет, в частности, лёгкость и естественность поглощения ею других не менее замечательных зданий, возведённых в разное время. Такой поглощающей способностью обладает «интерьер» Дворцовой пощади в центре Санкт-Петербурга, сложившийся благодаря работе К. И. Росси.
В ходе последовательно разрабатываемых вариантов проекта 1820—1828 годов Росси создал уникальную композицию, замыкающую полукружием из двух симметричных корпусов Министерства иностранных дел и Генерального штаба с Триумфальной аркой между ними южную сторону Дворцовой площади. Изгиб Большой Морской улицы (в то время участок от Арки Главного штаба до Невского проспекта называли Луговой, или Малой Миллионной, улицей) переориентированной от Невского проспекта на центр Дворцовой площади, архитектор остроумно скрыл системой двойной арки (с одной поворотной): их высота (без скульптур) и ширина равны 28 м (а ширина пролёта — 17 м), а неодинаковую протяженность парадных фасадов сделал незаметной с помощью симметрично расположенных колонных портиков.

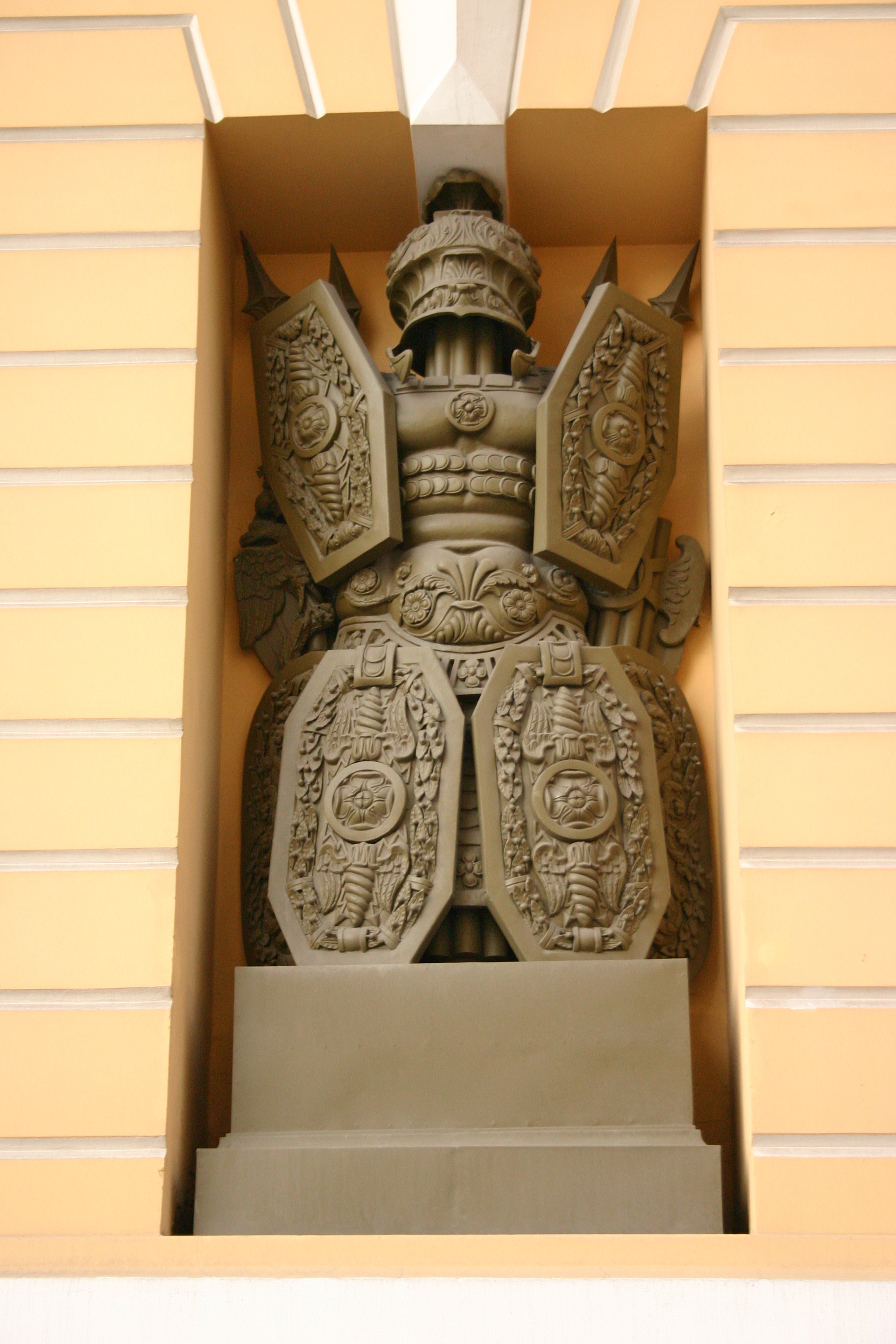
Мотив трофея в нише арки

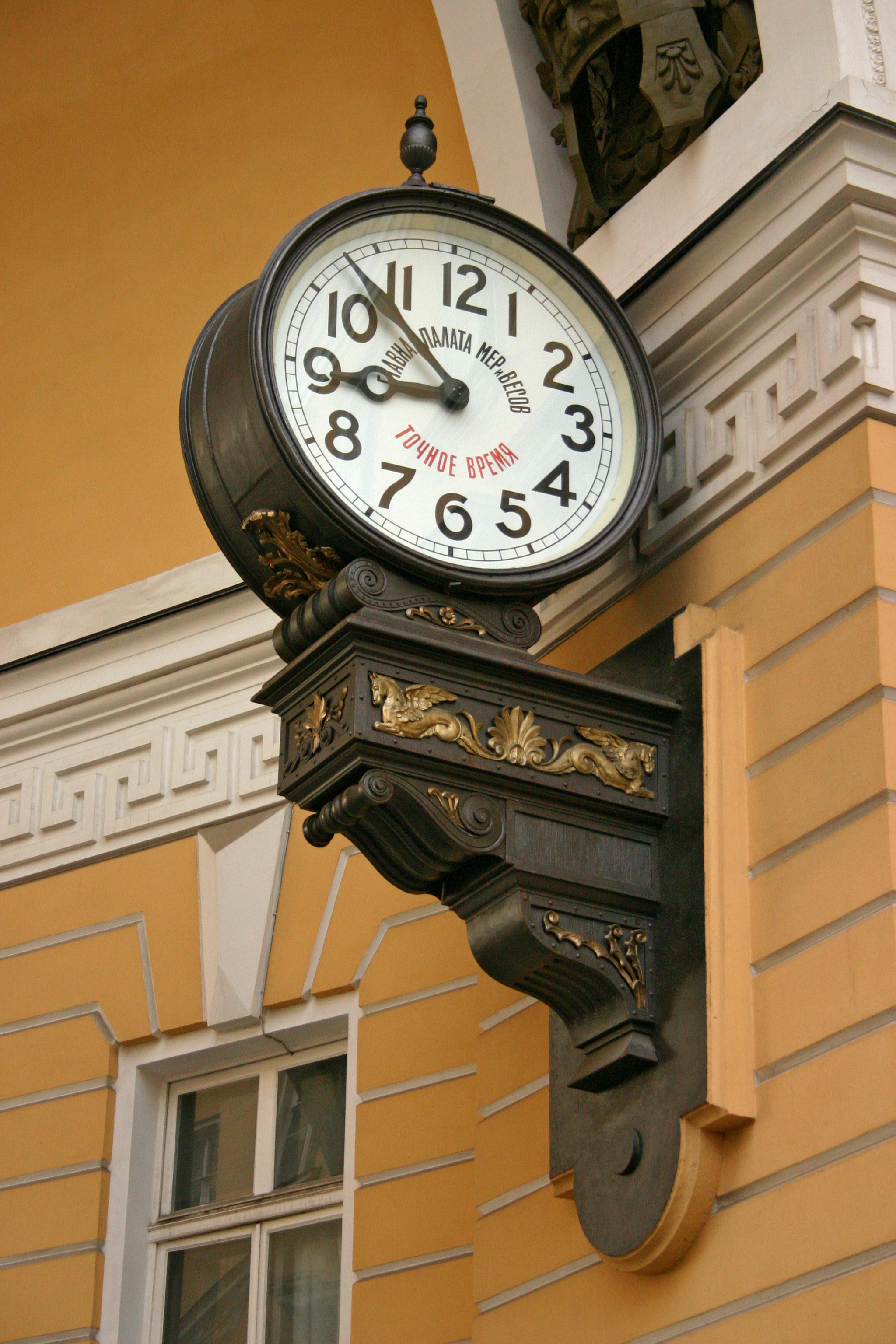
Часы Менделеева

Протяжённость фасадов, включая боковой по набережной реки Мойки составляет 580 метров.
В результате Зимний дворец, построенный Растрелли почти на столетие ранее, оказался включенным в россиевский ансамбль не потому, что это здание слабее в художественном отношении, а потому, что более широкие композиционные идеи неизбежно поглощают отдельные, даже выдающиеся произведения. Александровская колонна в центре площади, созданная по проекту О. Монферрана через четыре года после возведения арки Главного штаба, стала заключительным аккордом в композиции, созданной Росси.
Одним из достижений русской инженерно-строительной школы первой трети XIX века является использование в интерьерах здания чугунных конструкций (в целях пожарной безопасности). По рисункам Росси на Александровском чугунолитейном заводе были изготовлены несущие конструкции, стропила, колонны и элементы обходных галерей, шкафы библиотеки. И в других постройках Росси также применял чугунные конструкции.

## Арка Главного штаба

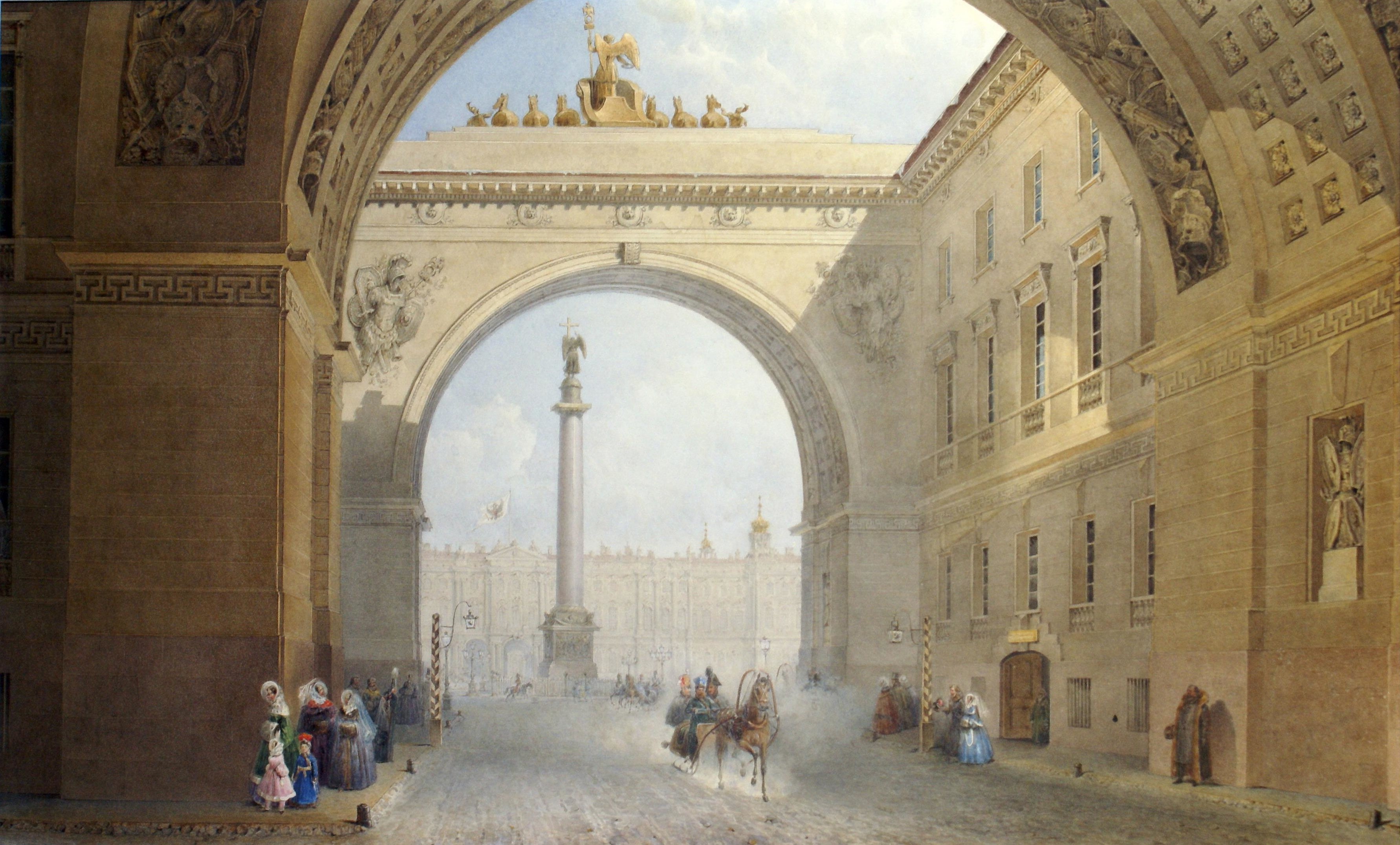
Арка Главного штаба. Рисунок около 1840 г.

Арка Главного штаба представляет собой не просто проездную, а триумфальную арку — монумент, посвящённый победе России в Отечественной войне 1812 года. Композиция из двух арок восходит к древнегреческим дипилонским (двойным) воротам — фортификационному сооружению, своеобразной ловушке: если враг брал приступом первые ворота, то оказывался в западне — узком коридоре между первыми и вторыми воротами. Римляне строили тетрапилоны — сооружения на перекрестках дорог, имеющие арочные проезды на четыре стороны. В Риме, на Бычьем Форуме, сохранилась четырёхпролётная Арка Януса, посвященная «божеству входов и выходов», покровителю путников и дорог (IV в.). Именно такая арка изображена на одной из декораций Дж. Валериани к постановке оперы «Селевк» (1744), которая, в свою очередь, послужила мотивом для картины А. И. Бельского «Архитектурный вид» (1789). Картину мог видеть К. И. Росси, который, безусловно, хорошо знал античную архитектуру. Таким образом, арка Главного штаба является результатом свободной интерпретации конкретного типологического мотива античной архитектуры.
Главной темой всего ансамбля стал триумф России в Отечественной войне. Эту тему Росси раскрыл с помощью скульптурного убранства — скульпторов русского классицизма С. С. Пименова и В. И. Демут-Малиновского, работавших по рисункам Росси.

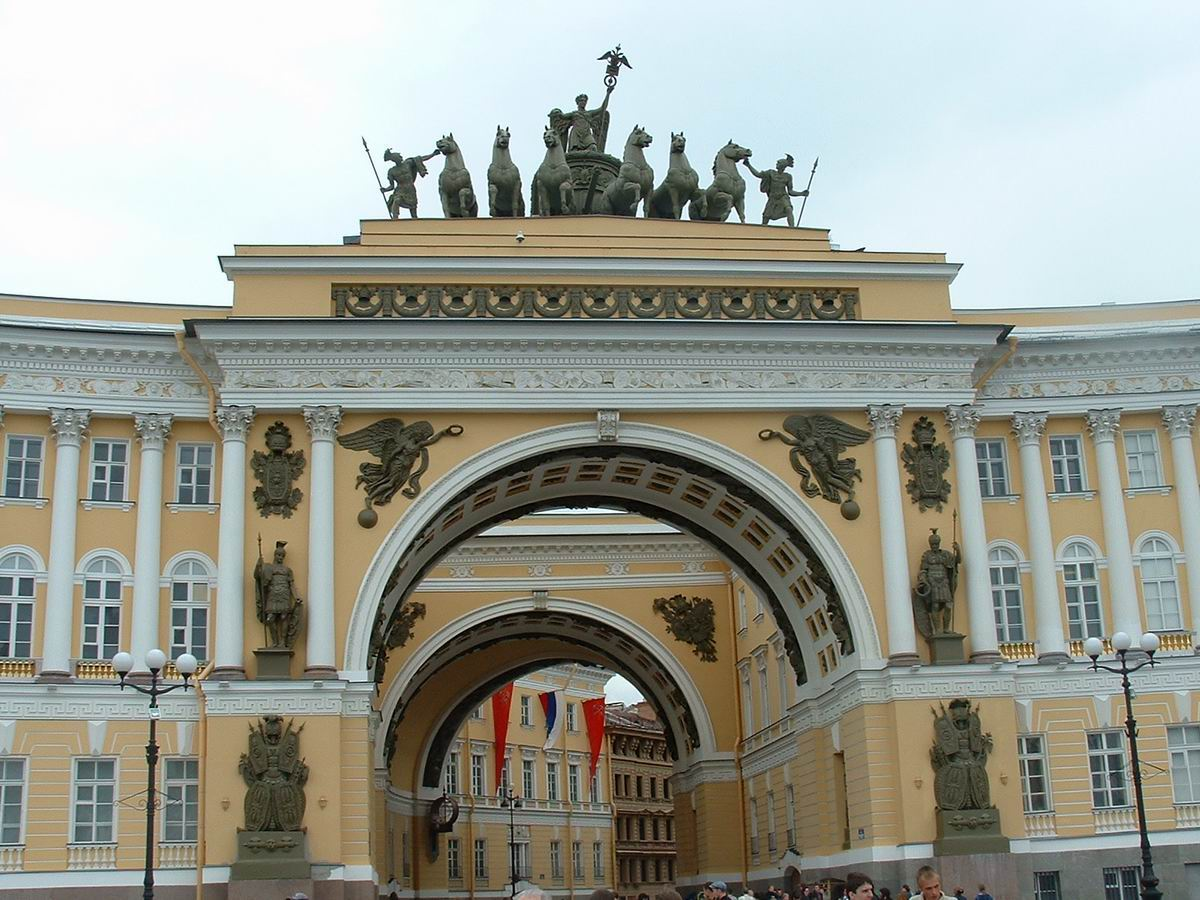
Арка Главного штаба
(вид с Дворцовой площади), 2003

В первом проекте 1819—1820 годов Росси предложил строгое, лаконичное решение, соответствующее эстетике раннего александровского классицизма: щит с гербом Российской империи, две женские фигуры щитодержателей и знамёна на аттике арки. Новый император Николай I (с 1825 года) пожелал видеть нечто более пышное и торжественное. Следующий проект был утвержден 18 марта 1827 года. Статичную геральдическую композицию заменила скульптурная группа: богиня Виктория на колеснице, держащая в одной руке венок победы, а в другой лабарум (воинский знак) с российским двуглавым орлом. Колесница из выколотной меди на чугунном каркасе запряжена шестёркой лошадей, крайних ведут под уздцы римские воины (скульпторы С. С. Пименов и В. И. Демут-Малиновский). Другие статуи: молодого и старого воинов, расположенные ниже, вначале предусматривавшиеся в нишах, Росси вывел из плоскости стены и установил на постаментах. В результате композиция обрела бо́льшую скульптурность, что способствует её лучшей зрительной связи с декором растреллиевского здания Зимнего дворца.
Интрадосы (внутренние поверхности) арок декорированы барельефами с древнеримскими (ампирными) мотивами воинских трофеев. Помимо естественного для искусства классицизма и ампира обращения к композиции древнеримской триумфальной арки Росси использовал рисунки из коллекции Ш.-Л. Клериссо, сделанные непосредственно в Риме. Коллекцию ранее, в 1780 году, приобрела императрица Екатерина II. Росси специально изучал собрание рисунков Клериссо в Императорском Эрмитаже.
В первой половине XIX века все здания, спроектированные и построенные К. И. Росси, были окрашены в серый и белый цвета. Колесница Виктории была позолочена. Ныне существующая жёлто-белая окраска следует канону, введённому императором Александром II, утвердившему «гербовые цвета» для всех эмблем и флагов: чёрный, жёлтый и белый: как на императорском штандарте: чёрный орел на жёлтом фоне. В указе 1865 г. эти цвета названы «государственными».
Наиболее выразительна композиция, созданная Росси, со стороны Дворцовой площади. С высоты 36 м, на вершине арки парит триумфальная колесница, влекомая шестёркой коней. Вся композиция выражает идею воинской славы. Триумфальная арка главного штаба была торжественно открыта 24 октября 1828 года. Это событие было приурочено к возвращению в столицу гвардии, воевавшей на южных рубежах России с Османской империей.

Исторические изображения
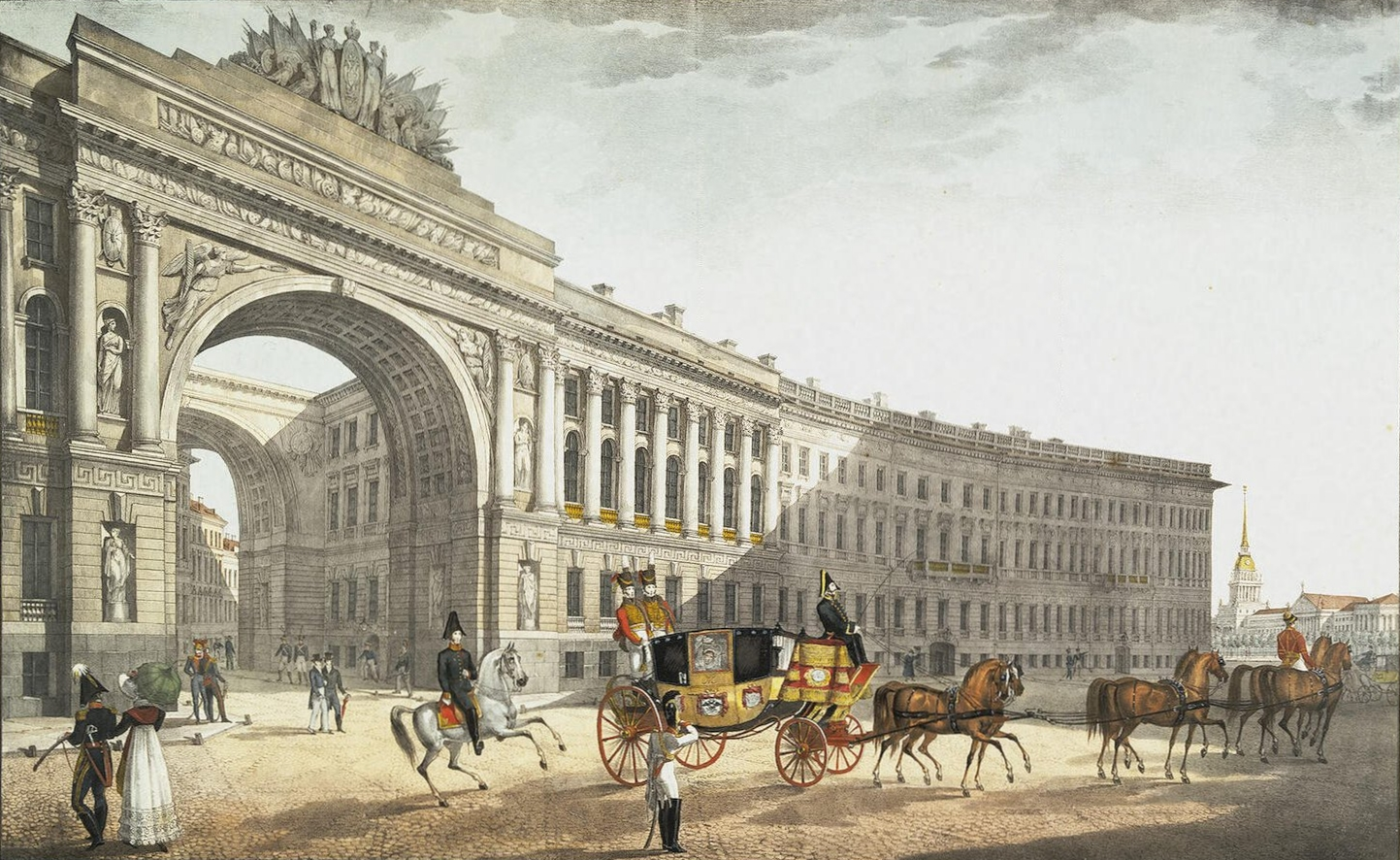
Проект здания Главного штаба. 1820. Первый вариант. Вид с Дворцовой площади. Литография К. Беггрова
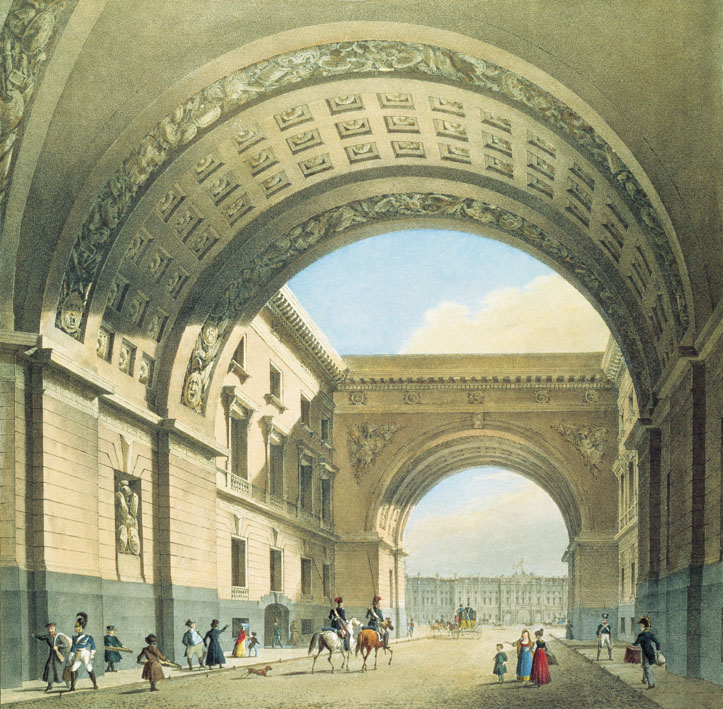
Проект здания Главного штаба. 1820. Первый вариант. Вид с Большой Морской улицы. Литография К. Беггрова
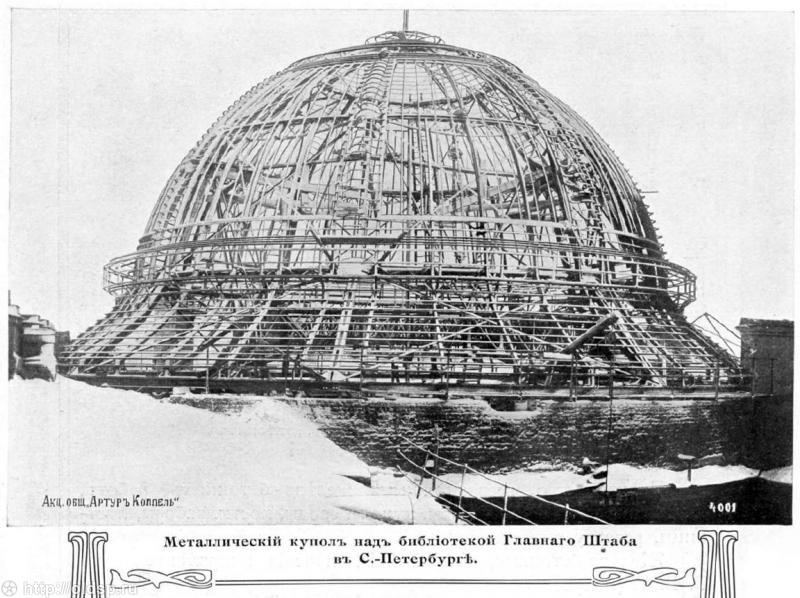
Строительство нового купола над библиотекой Главного штаба (после пожара 1900г.), 1902—1905
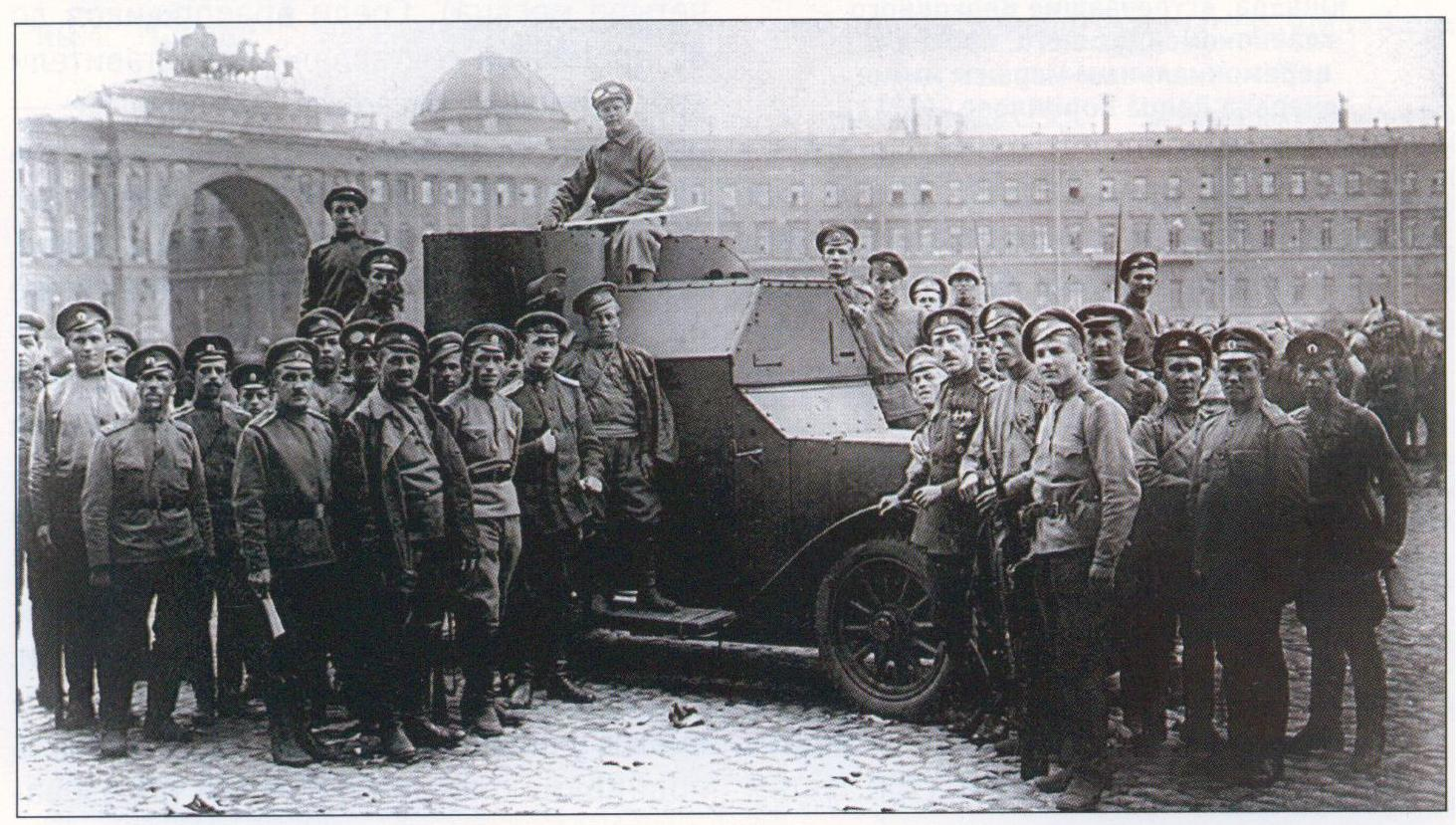
Юнкера у здания в 1917 году

## Продолжение оформления площади
После воплощения монументальной идеи постройки здания главного штаба, корпуса которого были соединены триумфальной аркой, К. Росси выдвинул идею завершения архитектурной композиции — продолжить тему победы в Отечественной войне 1812 года постройкой памятника в середине Дворцовой площади. Ему удалось убедить императора Николая I отказаться от идеи установки памятника Петру I.
Дальнейшей разработкой проекта занимался французский архитектор Огюст Монферран.

## Хронология событий

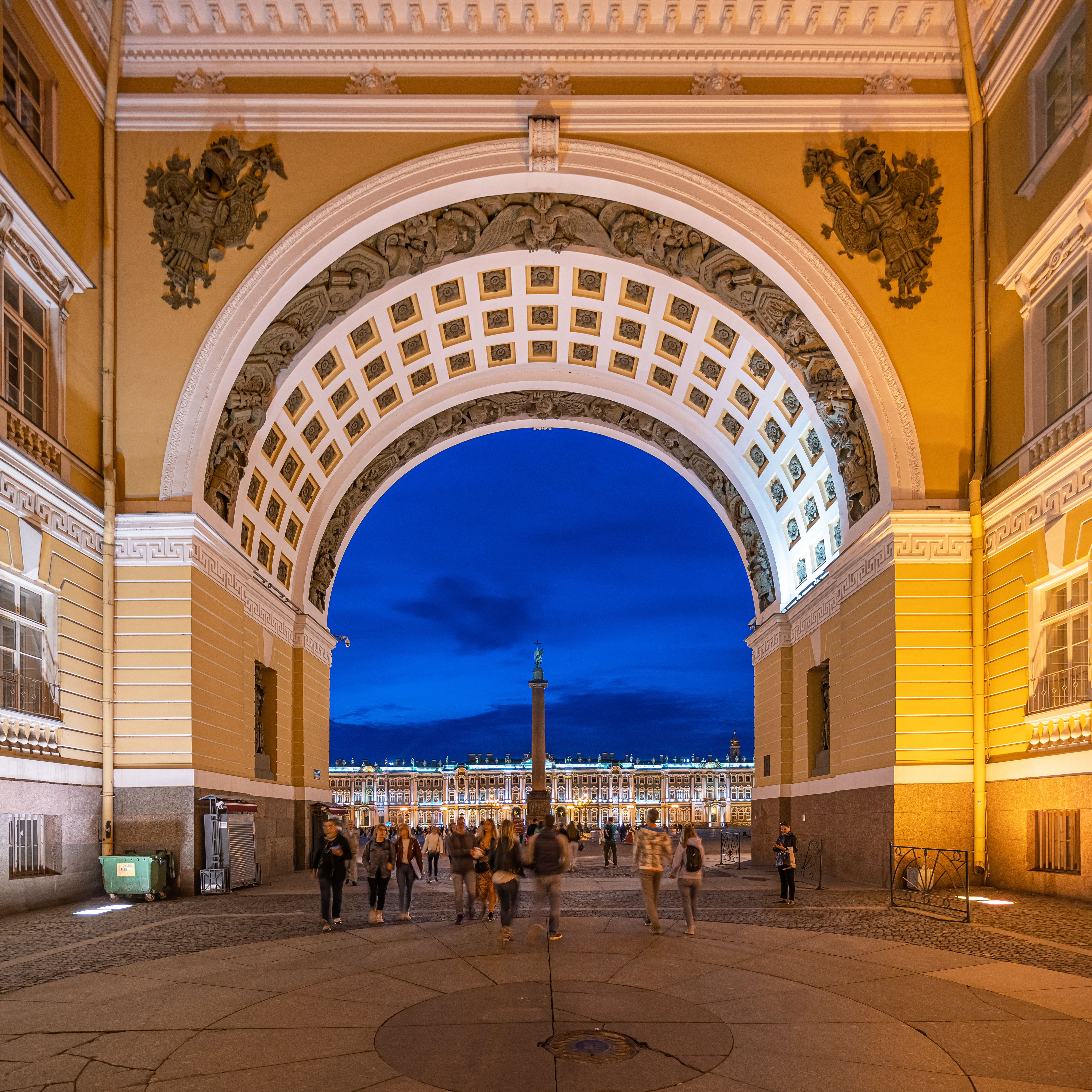
Арка Главного штаба со стороны Большой Морской улицы, 2019

- 16 марта 1819 года — Александр I издаёт указ о реконструкции площади перед Зимним дворцом. Разработка планов и чертежей поручается архитектору К. И. Росси.
- 15 марта 1820 года — Создан комитет «По устроению против Зимнего дворца правильной площади и каменным, кирпичным, гончарным и известковым заводам».
- 12 июня 1820 года— Официальная закладка здания Главного штаба.
- 1823 год — Завершение строительства западного крыла.
- 1825 год — Завершение основных строительных работ по восточному крылу.
- 1826 год — Завершение строительства арки.
- 1827 — 1828 годы — Выполнение скульптурного декора.
- 28 октября 1828 года — Торжественное открытие арки.
- 1830 год — Завершение всех строительных и отделочных работ.
- 1890 — 1892 годы — Реконструкция круглого зала библиотеки
- 1902 — 1905 годы — Установка стеклянного купола
- 1917 — 1918 годы — Закрыты церковь при министерстве иностранных дел и Георгиевская церковь при Главном штабе
- 1943 год — нанесение надписи «Граждане! При артобстреле эта сторона улицы наиболее опасна» в период Блокады Ленинграда.
- 8 июля 1945 года — Через арку Главного штаба торжественно прошли победители Великой Отечественной войны — солдаты и офицеры Ленинградского Гвардейского корпуса.
- 1993 год — Восточное крыло здания Главного штаба передано Эрмитажу.
- 2001 год — Пожар на Триумфальной колеснице вследствие попадания петарды во время празднования Нового Года.

## Восточное крыло — выставочный комплекс Государственного Эрмитажа
В 2013 году завершилась полная реконструкция Восточного крыла здания Главного штаба, в котором разместились коллекции Государственного Эрмитажа. Автор проекта — «Студия-44» Н. Явейна. Начиная с 1999 года, там располагаются экспозиции: «Французское искусство XX века», «Под знаком орла. Искусство ампира», «Искусство модерна» и Музей гвардии. С 2007 года проходили выставки Проекта «Эрмитаж 20/21» — «Америка сегодня» и другие. 17 декабря 2011 года в здании открылась выставка «Древности Геркуланума» — первая крупная выставка в отреставрированных помещениях Главного штаба. С 16 по 19 мая 2012 года в Восточном крыле здания Главного штаба проходил второй Петербургский международный юридический форум.
28 июня 2014 года Главный Штаб был полностью открыт для публики показом широкомасштабной выставки «Манифеста 10». К открытию выставки сюда была перенесена постоянная экспозиция Матисса, включая «Танец» и «Музыку», «Композиция #6» Кандинского и «Чёрный квадрат» Малевича, открыты постоянные комнаты Кабакова и Пригова.
На первом этаже находятся служебные помещения, входная зона для посетителей, магазины, гардеробы, лекторий.
На втором этаже создана экспозиция, посвящённая Министерству финансов Российской империи, а также находятся залы искусства народов Африки; объединяя все пять дворов через поперечные корпуса пробита новая анфилада, полы которой отделаны итальянским мрамором Breccia Sardo; в одном из внутренних дворов выставлена скульптура XX века, в пятом дворе устроена огромная лестница с возможностью установки зрительских мест.
На третьем этаже выставляется европейская живопись XIX века, создан Музей гвардии, экспонируются коллекции Министерства иностранных дел Российской империи и собрание Фаберже, а также расположены парадные залы министерств.
На четвёртом этаже находятся постоянные экспозиции посвящённые импрессионистам и постимпрессионистам, художникам группы Наби, художникам Барбизонской школы и Парижского салона а также мировой живописи XX века (включая персональные залы Моне, Ренуара, Ван Гога, Гогена, Родена, Матисса, Пикассо, Кандинского, Рокуэлла Кента и многих других).

Реконструированная в 2019 году на 4-м этаже в зале № 414 Музыкальная гостиная особняка И. А. Морозова в Москве с живописным ансамблем «История Психеи» Мориса Дени
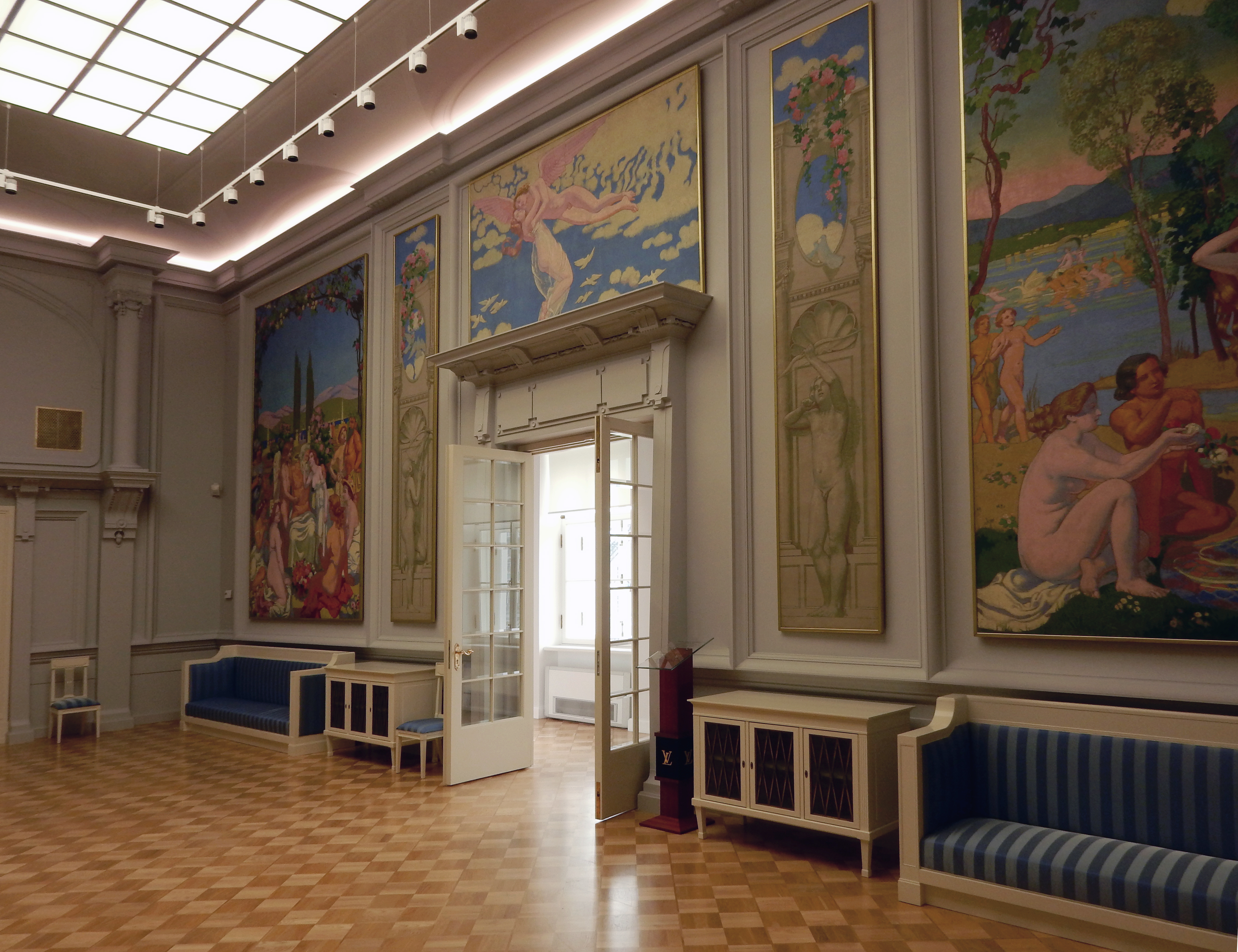
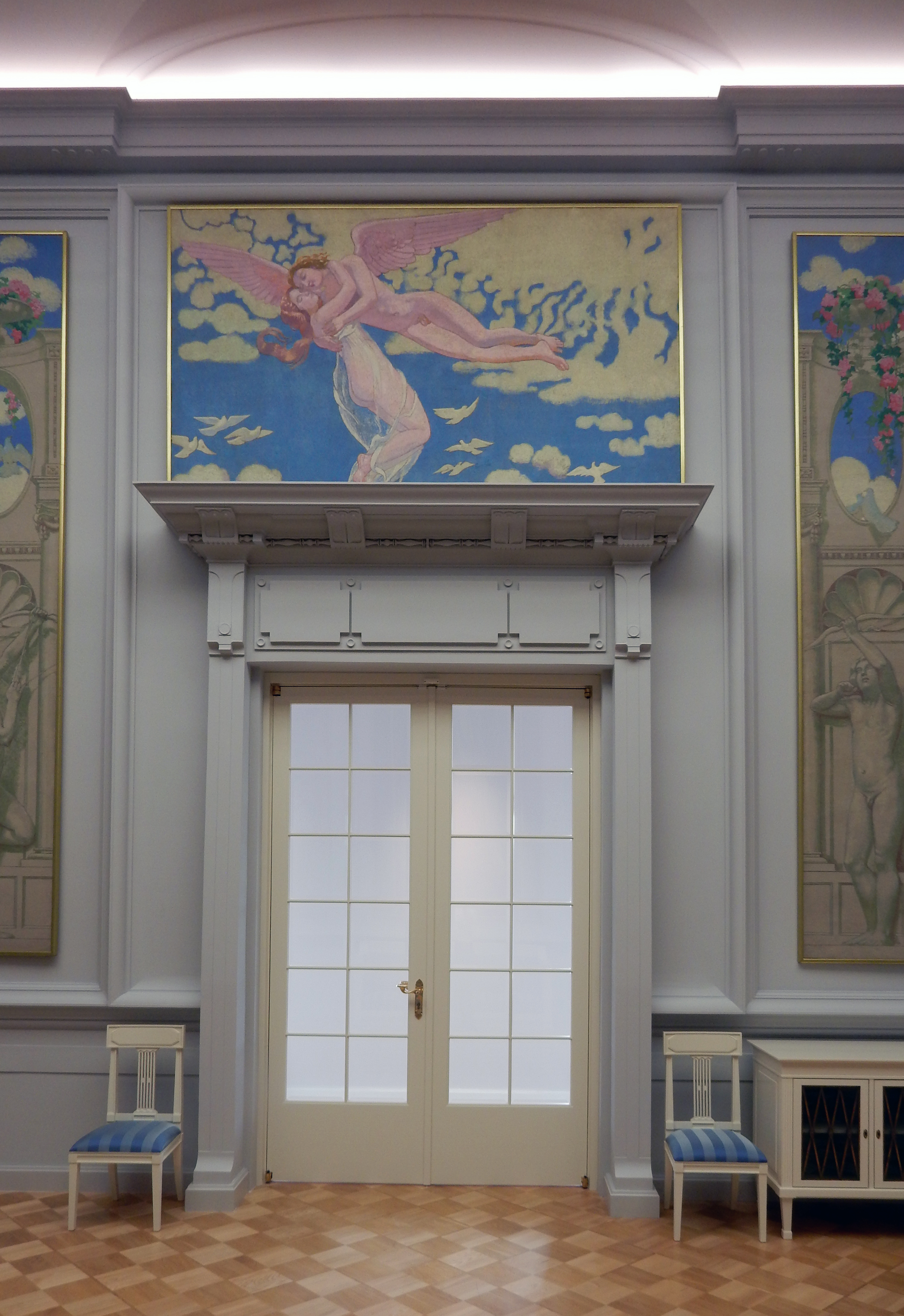
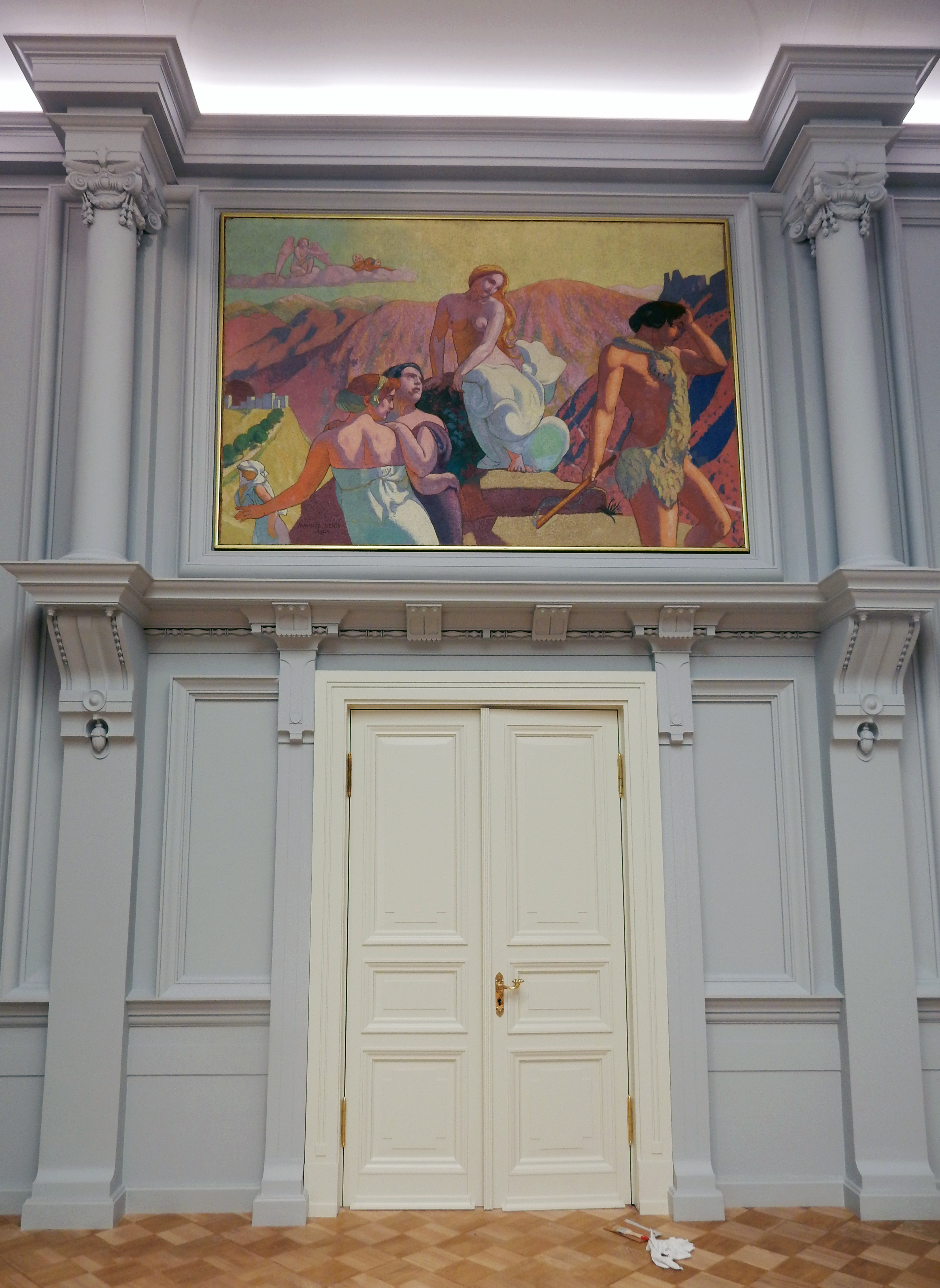
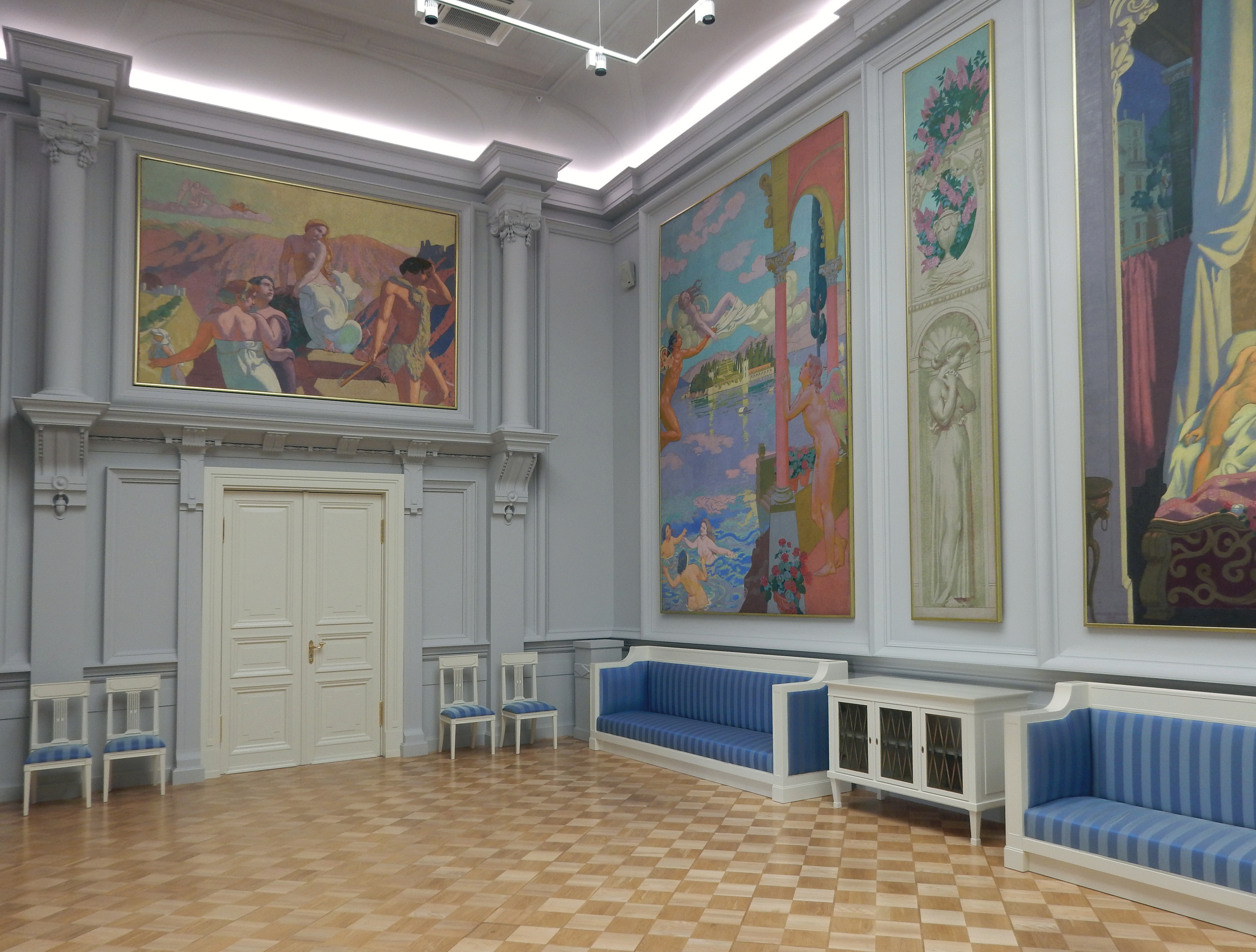
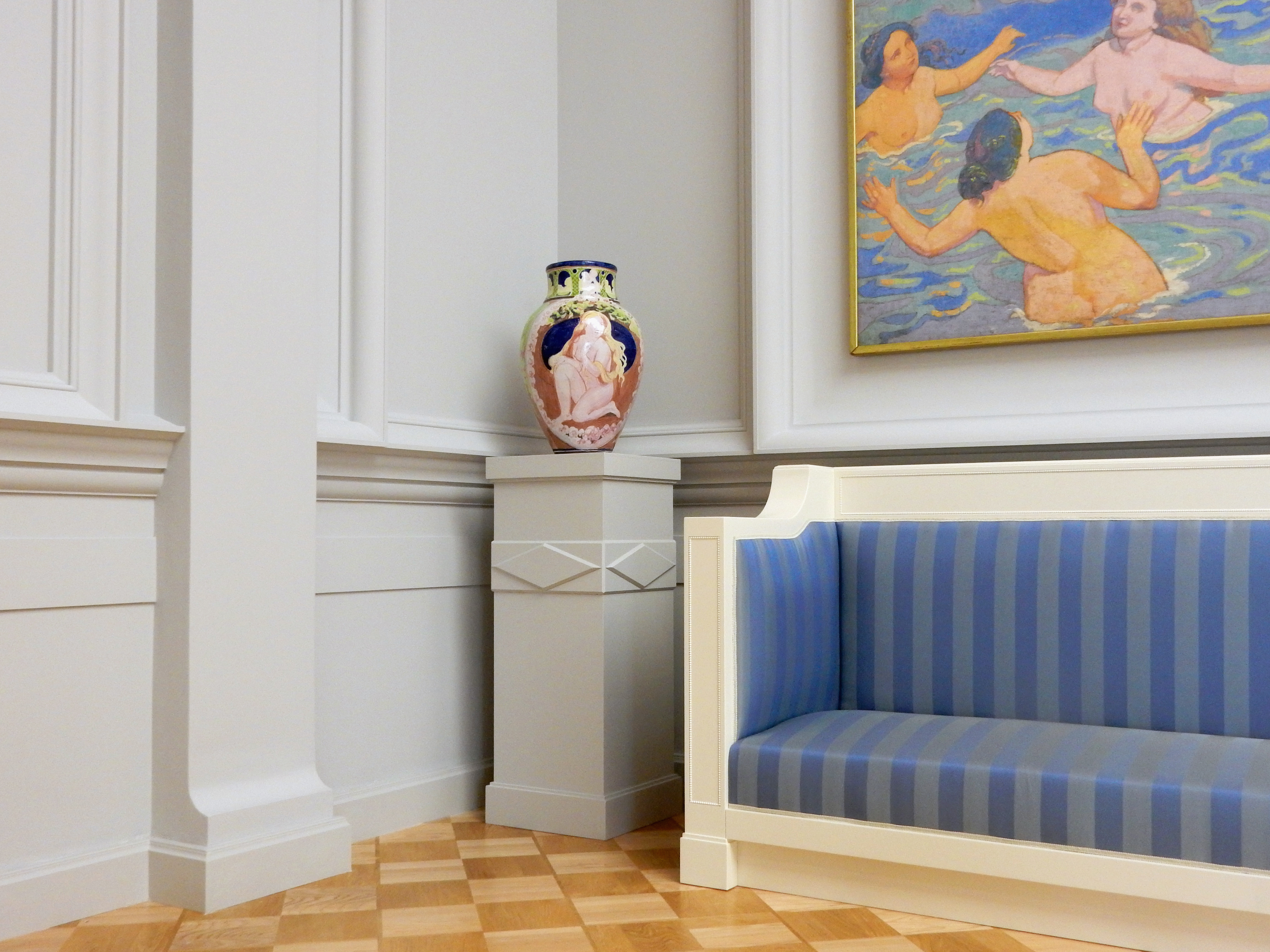

## В филателии
- Арка Главного Штаба изображена на почтовой марке СССР 1966 года.